# Хајеу (Бихор)
Хајеу (рум. Haieu) насеље је у Румунији у округу Бихор у општини Санмартин. Oпштина се налази на надморској висини од 171 m.

## Становништво
Према подацима из 2002. године у насељу је живело 898 становника.

### Попис2002.
| Расподела становништва по националности 2002.‍ | Расподела становништва по националности 2002.‍ | Расподела становништва по националности 2002.‍ | Расподела становништва по националности 2002.‍ | Расподела становништва по националности 2002.‍ |
| --------------------------------------------- | --------------------------------------------- | --------------------------------------------- | --------------------------------------------- | --------------------------------------------- |
|                                               |                                               |                                               |                                               |                                               |
| Румуни                                        | Румуни                                        |                                               | 716                                           | 79,9%                                         |
| Мађари                                        | Мађари                                        |                                               | 34                                            | 3,8%                                          |
| Роми                                          | Роми                                          |                                               | 146                                           | 16,3%                                         |